# Nezumia kapala
Nezumia kapala är en fiskart som beskrevs av Akitoshi Iwamoto och Williams, 1999. Nezumia kapala ingår i släktet Nezumia och familjen skolästfiskar. Inga underarter finns listade i Catalogue of Life.